# Kölingen
Kölingen är en våtmark, tidigare sjö i Sigtuna kommun i Uppland och ingår i Norrströms huvudavrinningsområde. Sjöns area är 0,044 kvadratkilometer och den är belägen 3 meter över havet.